# Neocognitrón
El neocognitrón es una red neuronal artificial jerárquica y multicapa propuesta por Kunihiko Fukushima en 1979. Esta red ha sido utilizada en el reconocimiento de caracteres manuscritos japoneses y en otras tareas de reconocimiento de patrones, y sirvió de inspiración para las redes neuronales convolucionales.
El neocognitrón se inspiró en el modelo propuesto por Hubel y Wiesel en 1959. Estos investigadores identificaron dos tipos de células en la corteza visual primaria, llamadas células simples y células complejas, y propusieron un modelo en cascada de estos dos tipos de células para tareas de reconocimiento de patrones.
El neocognitrón es una extensión natural de estos modelos en cascada. Está compuesto por varios tipos de células, siendo las más importantes las llamadas células S y células C. Las células S extraen características locales, mientras que las células C toleran deformaciones de estas características, como desplazamientos locales. Estas características locales se integran y clasifican gradualmente en las capas superiores.
Existen diversas variantes del neocognitrón. Algunas de estas variantes pueden detectar múltiples patrones en una misma entrada utilizando señales de retroalimentación para lograr atención selectiva.